# Communauté de communes de l'Argonne Champenoise
La Communauté de communes de l'Argonne Champenoise est une communauté de communes française, située dans le département de la Marne et la région Grand Est.

## Historique
La communauté de communes est issue de la fusion, au 1er janvier 2014, de la communauté de communes du canton de Ville-sur-Tourbe, de la communauté de communes de la Région de Givry-en-Argonne et de la communauté de communes de la Région de Sainte-Menehould, en y incluant les communes isolées de Cernay-en-Dormois, Les Charmontois, Herpont et Voilemont. Elle a par ailleurs induit la dissolution du Syndicat mixte du Pays d’Argonne Champenoise (SYMPAC), aux périmètres et compétences proches,.

## Territoire communautaire

### Composition
La communauté de communes est composée des 60 communes suivantes :

| Nom                             | Code Insee | Gentilé           | Superficie (km2) | Population (dernière pop. légale) | Densité (hab./km2) |
| ------------------------------- | ---------- | ----------------- | ---------------- | --------------------------------- | ------------------ |
| Sainte-Menehould (siège)        | 51507      | Ménéhildiens      | 57,11            | 4 166 (2022)                      | 73                 |
| Argers                          | 51015      | Athacanés         | 6,97             | 109 (2022)                        | 16                 |
| Auve                            | 51027      |                   | 23,3             | 313 (2022)                        | 13                 |
| Belval-en-Argonne               | 51047      | Belvalois         | 12,17            | 44 (2022)                         | 3,6                |
| Berzieux                        | 51053      |                   | 11,67            | 71 (2022)                         | 6,1                |
| Binarville                      | 51062      | Binarvillois      | 16,61            | 87 (2022)                         | 5,2                |
| Braux-Saint-Remy                | 51083      | Brauxiens         | 9,57             | 81 (2022)                         | 8,5                |
| Braux-Sainte-Cohière            | 51082      | Les gens de Braux | 6,21             | 94 (2022)                         | 15                 |
| Cernay-en-Dormois               | 51104      | Cernaygots        | 24,82            | 134 (2022)                        | 5,4                |
| La Chapelle-Felcourt            | 51126      |                   | 9,58             | 45 (2022)                         | 4,7                |
| Les Charmontois                 | 51132      | Charmontais       | 14,65            | 119 (2022)                        | 8,1                |
| Le Châtelier                    | 51133      |                   | 10,7             | 63 (2022)                         | 5,9                |
| Châtrices                       | 51138      | Châtriciens       | 19,53            | 36 (2022)                         | 1,8                |
| Chaudefontaine                  | 51139      |                   | 12,98            | 312 (2022)                        | 24                 |
| Le Chemin                       | 51143      |                   | 6,24             | 62 (2022)                         | 9,9                |
| Contault                        | 51166      | Contois           | 9,62             | 67 (2022)                         | 7                  |
| Courtémont                      | 51191      | Courtémontois     | 10,57            | 62 (2022)                         | 5,9                |
| Dampierre-le-Château            | 51206      |                   | 11,13            | 117 (2022)                        | 11                 |
| Dommartin-Dampierre             | 51211      |                   | 8,27             | 75 (2022)                         | 9,1                |
| Dommartin-sous-Hans             | 51213      |                   | 6,49             | 45 (2022)                         | 6,9                |
| Dommartin-Varimont              | 51214      |                   | 23,6             | 136 (2022)                        | 5,8                |
| Éclaires                        | 51222      |                   | 10,96            | 86 (2022)                         | 7,8                |
| Élise-Daucourt                  | 51228      |                   | 15,32            | 81 (2022)                         | 5,3                |
| Épense                          | 51229      |                   | 11,32            | 123 (2022)                        | 11                 |
| Florent-en-Argonne              | 51253      | Florentins        | 12,29            | 217 (2022)                        | 18                 |
| Fontaine-en-Dormois             | 51255      | Fontainois        | 5,29             | 15 (2022)                         | 2,8                |
| Givry-en-Argonne                | 51272      | Givryens          | 7,66             | 451 (2022)                        | 59                 |
| Gizaucourt                      | 51274      |                   | 7,79             | 116 (2022)                        | 15                 |
| Gratreuil                       | 51280      | Gratrouillats     | 4,77             | 21 (2022)                         | 4,4                |
| Hans                            | 51283      | Hantas            | 19,5             | 122 (2022)                        | 6,3                |
| Herpont                         | 51292      |                   | 23               | 122 (2022)                        | 5,3                |
| Maffrécourt                     | 51336      | Cressonniers      | 6,74             | 57 (2022)                         | 8,5                |
| Malmy                           | 51341      |                   | 4,83             | 37 (2022)                         | 7,7                |
| Massiges                        | 51355      | Massigiens        | 8,19             | 43 (2022)                         | 5,3                |
| Minaucourt-le-Mesnil-lès-Hurlus | 51368      | Cahourds          | 23,04            | 46 (2022)                         | 2                  |
| Moiremont                       | 51370      | Gaillots          | 16,98            | 189 (2022)                        | 11                 |
| La Neuville-au-Pont             | 51399      | Neuvillois        | 15,11            | 489 (2022)                        | 32                 |
| La Neuville-aux-Bois            | 51397      |                   | 14,48            | 138 (2022)                        | 9,5                |
| Noirlieu                        | 51404      |                   | 13,73            | 110 (2022)                        | 8                  |
| Passavant-en-Argonne            | 51424      | Passavantins      | 7,24             | 177 (2022)                        | 24                 |
| Rapsécourt                      | 51452      |                   | 7,23             | 33 (2022)                         | 4,6                |
| Remicourt                       | 51456      |                   | 9,37             | 57 (2022)                         | 6,1                |
| Rouvroy-Ripont                  | 51470      | Capouillats       | 11,77            | 3 (2022)                          | 0,25               |
| Saint-Mard-sur-Auve             | 51498      |                   | 10,1             | 64 (2022)                         | 6,3                |
| Saint-Mard-sur-le-Mont          | 51500      |                   | 13,69            | 114 (2022)                        | 8,3                |
| Saint-Thomas-en-Argonne         | 51519      |                   | 4,43             | 37 (2022)                         | 8,4                |
| Servon-Melzicourt               | 51533      | Servonis          | 25,78            | 89 (2022)                         | 3,5                |
| Sivry-Ante                      | 51537      |                   | 21,6             | 178 (2022)                        | 8,2                |
| Somme-Bionne                    | 51543      |                   | 9,21             | 68 (2022)                         | 7,4                |
| Somme-Yèvre                     | 51549      | Segalais          | 21,57            | 112 (2022)                        | 5,2                |
| Valmy                           | 51588      | Valmeysiens       | 24,28            | 240 (2022)                        | 9,9                |
| Verrières                       | 51610      | Padadas           | 5,8              | 406 (2022)                        | 70                 |
| Le Vieil-Dampierre              | 51619      |                   | 13,78            | 106 (2022)                        | 7,7                |
| Vienne-la-Ville                 | 51620      |                   | 7,48             | 162 (2022)                        | 22                 |
| Vienne-le-Château               | 51621      | Viennois          | 51,36            | 515 (2022)                        | 10                 |
| Ville-sur-Tourbe                | 51640      |                   | 11,13            | 214 (2022)                        | 19                 |
| Villers-en-Argonne              | 51632      | Babeurriers       | 9,57             | 215 (2022)                        | 22                 |
| Virginy                         | 51646      | Virginiens        | 12,28            | 83 (2022)                         | 6,8                |
| Voilemont                       | 51650      |                   | 5,81             | 47 (2022)                         | 8,1                |
| Wargemoulin-Hurlus              | 51659      |                   | 15,17            | 46 (2022)                         | 3                  |

### Démographie
| 1968   | 1975   | 1982   | 1990   | 1999   | 2007   | 2012   | 2017   |
| ------ | ------ | ------ | ------ | ------ | ------ | ------ | ------ |
| 14 848 | 14 236 | 13 839 | 13 283 | 12 849 | 12 559 | 12 346 | 11 984 |

## Organisation

### Siège
Le siège de l'intercommunalité est à Sainte-Menehould, 50 avenue de Pertison.

### Élus
La Communauté d'agglomération est administrée par son conseil communautaire, composé, pour la mandature 2020-2026, de 84 conseillers communautaires, qui sont des conseillers municipaux  représentant chaque commune membre. Ils sont répartis de la manière suivante, en fonction de leur population :
 
- 21 délégués pour Sainte-Menehould ;

- 2 délégués pour La Neuville-au-Pont, Vienne-le-Château, Givry-en-Argonne et Verrières ;

- 1 délégué ou son suppléant pour les autres communes.
Au terme des élections municipales de 2020 dans la Marne, le conseil communautaire renouvelé à réélu son président, Bertrand Courot, maire de Sainte-Menehould, et désigné ses 8 vice-présidents, dont les conseillers départementaux et régionaux Thierry Bussy et Jean Notat,.

### Liste des présidents
| Période      | Période                       | Identité        | Étiquette | Qualité |
| ------------ | ----------------------------- | --------------- | --------- | --- |
| janvier 2014 | En cours (au 16 juillet 2020) | Bertrand Courot | UMP → LR  | Maire de Sainte-Menehould (2001 → ) Président de la CC de la Région de Sainte-Menehould (2001 → 2013) Réélu pour le mandat 2020-2026, |

### Compétences
La création de la CC Argonne Champenoise a induit le transfert de l’intégralité des compétences exercées par les communautés de communes qui fusionnent, sur l’ensemble de son périmètre. Au 1er janvier 2014, la CCAC pouvait exercer ses compétences dans les domaines suivants :
- Aménagement de l'espace
- Développement économique
- Tourisme
- Environnement
- Équipements culturels, sportifs et d'enseignement
- Logement
- Voirie

### Régime fiscal et budget
La Communauté de communes est un établissement public de coopération intercommunale à fiscalité propre.
Afin de financer l'exercice de ses compétences, l'intercommunalité perçoit en 2018 la fiscalité professionnelle unique (FPU) – qui a succédé à la taxe professionnelle unique (TPU) – et assure une péréquation de ressources entre les communes résidentielles et celles dotées de zones d'activité.
Elle perçoit également une taxe d'enlèvement des ordures ménagères ainsi qu'une redevance d'enlèvement des ordures ménagères (REOM), qui finance le fonctionnement de ce service public.
L'intercommunalité ne reverse pas de dotation de solidarité communautaire (DSC) à ses communes membres.

## Projets et réalisations
Conformément aux dispositions légales, une communauté de communes a pour objet d'associer des « communes au sein d'un espace de solidarité, en vue de l'élaboration d'un projet commun de développement et d'aménagement de l'espace ».